# Patsy Cline (album)
| Recensione                        | Giudizio |
| --------------------------------- | -------- |
| AllMusic                          | [ 1 ]    |
| The New Rolling Stone Album Guide | [ 2 ]    |

Patsy Cline è il primo album discografico della cantante country statunitense Patsy Cline, pubblicato dalla casa discografica Decca Records nell'agosto 1957.
L'album contiene il brano Walkin' After Midnight, che fu il primo singolo di successo nelle chart statunitensi (numero 2 Country Singles e numero 12 in Pop Singles) della cantante.

## Tracce

### LP
Lato A
1. That Wonderful Someone – 2:32 (Gertrude Burg) – Registrato il 22 maggio 1957 al Bradley Recording Studio di Nashville, Tennessee
2. In Care of the Blues – 2:36 (Eddie Miller) – Registrato il 22 maggio 1957 al Bradley Recording Studio di Nashville, Tennessee
3. Hungry for Love – 2:29 (Eddie Miller) – Registrato il 23 maggio 1957 al Bradley Recording Studio di Nashville, Tennessee
4. Too Many Secrets – 2:18 (Bobby Lile) – Registrato il 25 aprile 1957 al Decca Recording Studio di New York City, New York
5. Don't Ever Leave Me – 2:29 (Lillian Claiborne, Virginia Hensley, James Crawford) – Registrato il 24 aprile 1957 al Decca Recording Studio di New York City, New York
6. Ain't No Wheels on This Ship – 1:56 (Wayland D. Chandler, William S. Stevenson) – Registrato il 23 maggio 1957 al Bradley Recording Studio di Nashville, Tennessee

Lato B
1. I Can't Forget – 2:27 (William S. Stevenson, Carl Belew) – Registrato il 23 maggio 1957 al Bradley Recording Studio di Nashville, Tennessee
2. I Don't Wanta – 2:22 (Eddie Miller, William S. Stevenson, Durwood Haddock) – Registrato il 23 maggio 1957 al Bradley Recording Studio di Nashville, Tennessee
3. Three Cigarettes in an Ashtray – 2:15 (Eddie Miller, William S. Stevenson) – Registrato il 25 aprile 1957 al Decca Recording Studio di New York City, New York
4. Walking After Midnight – 2:32 (Don Hecht, Alan Block) – Registrato l'8 novembre 1956 al Music City Recording di Nashville, Tennessee
5. Fingerprints – 2:46 (Don Hecht, Woodie Otto Fleener) – Registrato il 24 aprile 1957 al Decca Recording Studio di New York City, New York
6. Then You'll Know[5] – 3:14 (Bobby Lile) – Registrato il 25 aprile 1957 al Decca Recording Studio di New York City, New York

## Musicisti
That Wonderful Someone / In Care of the Blues
- Patsy Cline - voce solista
- Hank Garland - chitarra
- Grady Martin - chitarra
- Harold Bradley - chitarra
- Jack Shook - chitarra acustica
- Owen Bradley - pianoforte, produttore
- Bob Moore - contrabbasso
- Ferris Coursey - batteria
- Anita Kerr Singers (gruppo vocale) - accompagnamento vocale, cori

Hungry for Love / Ain't No Wheels on This Ship / I Can't Forget / I Don't Wanta
- Patsy Cline - voce solista
- Hank Garland - chitarra
- Grady Martin - chitarra
- Harold Bradley - chitarra
- Jack Shook - chitarra acustica
- Owen Bradley - pianoforte, produttore
- Bob Moore - contrabbasso
- Ferris Coursey - batteria
- Anita Kerr Singers (gruppo vocale) - accompagnamento vocale, cori

Too Many Secrets / Three Cigarettes in an Ashtray / Then You'll Know
- Patsy Cline - voce solista
- (possibile) Jack Pleis - conduttore orchestra
- (possibile) Jack Pleis Orchestra - componenti orchestra non accreditati
- Anita Kerr Singers (gruppo vocale) - accompagnamento vocale, cori
- Paul Cohen - produttore

Don't Ever Leave Me / Fingerprints
- Patsy Cline - voce solista
- (possibile) Jack Pleis - conduttore orchestra
- (possibile) Jack Pleis Orchestra - componenti orchestra non accreditati
- Anita Kerr Singers (gruppo vocale) - accompagnamento vocale, cori
- Paul Cohen - produttore

Walking After Midnight
- Patsy Cline - voce solista
- Harold Bradley - chitarra
- Grady Martin - chitarra
- Don Helms - chitarra steel
- Tommy Jackson - fiddle
- Owen Bradley - pianoforte, produttore
- Bob Moore - contrabbasso
- Farris Coursey - batteria[6]

Note aggiuntive
- Warren Rothschild - fotografia copertina album[7]